# حلاياة (شبام)
'

تعديل مصدري - تعديل

حلاياة هي إحدى قرى عزلة شبام بمديرية شبام التابعة لمحافظة حضرموت، بلغ تعداد سكانها 38 نسمة حسب تعداد اليمن لعام 2004.